# Паретс-дал-Бальєс
Паре́тс-дал-Бальє́с (кат. Parets del Vallès) - муніципалітет, розташований в Автономній області Каталонія, в Іспанії. Код муніципалітету за номенклатурою Інституту статистики Каталонії - 81593. Знаходиться у районі (кумарці) Бальєс-Уріантал (коди району - 41 та VR) провінції Барселона, згідно з новою адміністративною реформою перебуватиме у складі Баґарії (округи) Барселона. 

## Населення
Населення міста (у 2007 р.) становить 16.720 осіб (з них менше 14 років - 17,1%, від 15 до 64 - 71,2%, понад 65 років - 11,7%). У 2006 р. народжуваність склала 213 осіб, смертність - 86 осіб, зареєстровано 89 шлюбів. У 2001 р. активне населення становило 8.042 особи, з них безробітних - 756 осіб.

Серед осіб, які проживали на території міста у 2001 р., 10.159 народилися в Каталонії (з них 4.956 осіб у тому самому районі, або кумарці), 4.191 особа приїхала з інших областей Іспанії, а 633 особи приїхали з-за кордону. 

Університетську освіту має 7,6% усього населення. 

У 2001 р. нараховувалося 5.108 домогосподарств (з них 14,2% складалися з однієї особи, 26,4% з двох осіб,25,2% з 3 осіб, 25,1% з 4 осіб, 6,9% з 5 осіб, 1,8% з 6 осіб, 0,3% з 7 осіб, 0,1% з 8 осіб і 0,1% з 9 і більше осіб).

Активне населення міста у 2001 р. працювало у таких сферах діяльності : у сільському господарстві - 0,7%, у промисловості - 41,5%, на будівництві - 7,9% і у сфері обслуговування - 50%. 

 У муніципалітеті або у власному районі (кумарці) працює 10.693 особи, поза районом - 4.730 осіб.

### Доходи населення
У 2002 р. доходи населення розподілялися таким чином :
| \| Доходи населення за статтями доходів \| Доходи населення за статтями доходів \| Доходи населення за статтями доходів \| \| Рік \| 2002 р. \| 2001 р. \| \| ------------------------------------ \| ------------------------------------ \| ------------------------------------ \| \| Заробітна платня \| 63,4% \| 64,6% \| \| Доходи від ведення бізнесу \| 23,1% \| 22,9% \| \| Соціальна допомога \| 13,5% \| 12,5% \| |         |         |
| Доходи населення за статтями доходів |         |         |
| Рік | 2002 р. | 2001 р. |
| Заробітна платня | 63,4%   | 64,6%   |
| Доходи від ведення бізнесу | 23,1%   | 22,9%   |
| Соціальна допомога | 13,5%   | 12,5%   |

### Безробіття
У 2007 р. нараховувалося 587 безробітних (у 2006 р. - 616 безробітних), з них чоловіки становили 37,1%, а жінки - 62,9%.

## Економіка
У 1996 р. валовий внутрішній продукт розподілявся по сферах діяльності таким чином :
| \| Валовий внутрішній продукт \| Валовий внутрішній продукт \| Валовий внутрішній продукт \| \| Рік \| 1996 р. \| 1991 р. \| \| -------------------------- \| -------------------------- \| -------------------------- \| \| Сільське господарство \| 0,2% \| 0,5% \| \| Промисловість \| 59,5% \| 69,5% \| \| Будівництво \| 4,9% \| 4,6% \| \| Послуги \| 35,3% \| 25,4% \| |         |         |
| Валовий внутрішній продукт |         |         |
| Рік | 1996 р. | 1991 р. |
| Сільське господарство | 0,2%    | 0,5%    |
| Промисловість | 59,5%   | 69,5%   |
| Будівництво | 4,9%    | 4,6%    |
| Послуги | 35,3%   | 25,4%   |

### Підприємства міста

#### Промислові підприємства
| \| Промислові підприємства міста, за сферою діяльності \| Промислові підприємства міста, за сферою діяльності \| Промислові підприємства міста, за сферою діяльності \| \| Рік \| 2002 р. \| 2001 р. \| \| --------------------------------------------------- \| --------------------------------------------------- \| --------------------------------------------------- \| \| Енергетичні та водні ресурси \| 0,5% \| 0,5% \| \| Хімія та метали \| 12% \| 12,3% \| \| Переробка металів \| 49,5% \| 49,1% \| \| Продукти харчування \| 4,6% \| 5,2% \| \| Текстиль \| 3,7% \| 2,8% \| \| Виробництво меблів, видання \| 13,4% \| 13,2% \| \| Інше \| 16,2% \| 17% \| \| Усього підприємств \| 216 \| 212 \| |         |         |
| Промислові підприємства міста, за сферою діяльності |         |         |
| Рік | 2002 р. | 2001 р. |
| Енергетичні та водні ресурси | 0,5%    | 0,5%    |
| Хімія та метали | 12%     | 12,3%   |
| Переробка металів | 49,5%   | 49,1%   |
| Продукти харчування | 4,6%    | 5,2%    |
| Текстиль | 3,7%    | 2,8%    |
| Виробництво меблів, видання | 13,4%   | 13,2%   |
| Інше | 16,2%   | 17%     |
| Усього підприємств | 216     | 212     |

#### Роздрібна торгівля
| \| Підприємства роздрібної торгівлі міста, за сферою діяльності \| Підприємства роздрібної торгівлі міста, за сферою діяльності \| Підприємства роздрібної торгівлі міста, за сферою діяльності \| \| Рік \| 2002 р. \| 2001 р. \| \| ------------------------------------------------------------ \| ------------------------------------------------------------ \| ------------------------------------------------------------ \| \| Продукти харчування \| 30,4% \| 30,1% \| \| Одяг та взуття \| 17,6% \| 16,7% \| \| Товари для дому \| 9,8% \| 10,5% \| \| Книги та періодичні видання \| 2,5% \| 2,4% \| \| Промислова хімічна продукція \| 6,9% \| 7,7% \| \| Продукція, пов'язана з транспортними засобами \| 11,8% \| 12% \| \| Інше \| 21,1% \| 20,6% \| \| Усього підприємств \| 204 \| 209 \| |         |         |
| Підприємства роздрібної торгівлі міста, за сферою діяльності |         |         |
| Рік | 2002 р. | 2001 р. |
| Продукти харчування | 30,4%   | 30,1%   |
| Одяг та взуття | 17,6%   | 16,7%   |
| Товари для дому | 9,8%    | 10,5%   |
| Книги та періодичні видання | 2,5%    | 2,4%    |
| Промислова хімічна продукція | 6,9%    | 7,7%    |
| Продукція, пов'язана з транспортними засобами | 11,8%   | 12%     |
| Інше | 21,1%   | 20,6%   |
| Усього підприємств | 204     | 209     |

#### Сфера послуг
| \| Підприємства міста, що працюють у сфері послуг, за діяльністю \| Підприємства міста, що працюють у сфері послуг, за діяльністю \| Підприємства міста, що працюють у сфері послуг, за діяльністю \| \| Рік \| 2002 р. \| 2001 р. \| \| ------------------------------------------------------------- \| ------------------------------------------------------------- \| ------------------------------------------------------------- \| \| Гуртова торгівля \| 14,7% \| 14,6% \| \| Готелі та готельний бізнес \| 11,6% \| 11,1% \| \| Транспорт та зв'язок \| 33,1% \| 33,7% \| \| Посередницькі фінансові послуги \| 3,1% \| 3% \| \| Послуги підприємствам \| 4,7% \| 4,7% \| \| Послуги фізичним особам \| 20,5% \| 21% \| \| Нерухомість та ін. \| 12,4% \| 11,9% \| \| Усього підприємств \| 614 \| 596 \| |         |         |
| Підприємства міста, що працюють у сфері послуг, за діяльністю |         |         |
| Рік | 2002 р. | 2001 р. |
| Гуртова торгівля | 14,7%   | 14,6%   |
| Готелі та готельний бізнес | 11,6%   | 11,1%   |
| Транспорт та зв'язок | 33,1%   | 33,7%   |
| Посередницькі фінансові послуги | 3,1%    | 3%      |
| Послуги підприємствам | 4,7%    | 4,7%    |
| Послуги фізичним особам | 20,5%   | 21%     |
| Нерухомість та ін. | 12,4%   | 11,9%   |
| Усього підприємств | 614     | 596     |

## Житловий фонд
У 2001 р. 5,5% усіх родин (домогосподарств) мали житло метражем до 59 м2, 49,3% - від 60 до 89 м2, 28,3% - від 90 до 119 м2 і
17% - понад 120 м2.

З усіх будівель у 2001 р. 35,7% було одноповерховими, 39% - двоповерховими, 17,5
% - триповерховими, 4,9% - чотириповерховими, 0,9% - п'ятиповерховими, 1,2% - шестиповерховими,
0,5% - семиповерховими, 0,2% - з вісьмома та більше поверхами.

## Автопарк
| \| Автомобілі, зареєстровані у місті, за призначенням \| Автомобілі, зареєстровані у місті, за призначенням \| Автомобілі, зареєстровані у місті, за призначенням \| \| Рік \| 2006 р. \| 2005 р. \| \| -------------------------------------------------- \| -------------------------------------------------- \| -------------------------------------------------- \| \| Приватні автомобілі \| 71,5% \| 72,9% \| \| Мотоцикли \| 7,6% \| 6,9% \| \| Вантажівки \| 15,8% \| 15,4% \| \| Трактори \| 1,1% \| 1% \| \| Автобуси та ін. \| 4% \| 3,8% \| \| Усього автомобілів \| 12.455 шт. \| 12.041 шт. \| |            |            |
| Автомобілі, зареєстровані у місті, за призначенням |            |            |
| Рік | 2006 р.    | 2005 р.    |
| Приватні автомобілі | 71,5%      | 72,9%      |
| Мотоцикли | 7,6%       | 6,9%       |
| Вантажівки | 15,8%      | 15,4%      |
| Трактори | 1,1%       | 1%         |
| Автобуси та ін. | 4%         | 3,8%       |
| Усього автомобілів | 12.455 шт. | 12.041 шт. |

## Вживання каталанської мови
У 2001 р. каталанську мову у місті розуміли 95,8% усього населення (у 1996 р. - 95,7%), вміли говорити нею 76% (у 1996 р. - 
73,7%), вміли читати 73% (у 1996 р. - 69,4%), вміли писати 48
% (у 1996 р. - 43,8%). Не розуміли каталанської мови 4,2%.

## Політичні уподобання
У виборах до Парламенту Каталонії у 2006 р. взяло участь 6.508 осіб (у 2003 р. - 7.243 особи). Голоси за політичні сили розподілилися таким чином:
| \| Вибори до Парламенту Каталонії \| Вибори до Парламенту Каталонії \| Вибори до Парламенту Каталонії \| \| Рік \| 2006 р. \| 2003 р. \| \| -------------------------------------- \| ------------------------------ \| ------------------------------ \| \| Конвергенція та Єднання (CiU) \| 28,5% \| 28,4% \| \| Соціалістична партія Каталонії (PSC) \| 32,3% \| 37,1% \| \| Народна партія (PP) \| 10,2% \| 10,5% \| \| Ініціатива за зелену Каталонію (IC) \| 11% \| 7,7% \| \| Республіканська лівиця Каталонії (ERC) \| 12,7% \| 15% \| \| Громадянська партія (C's) \| 2,7% \| 0% \| \| Інші \| 2,6% \| 1,4% \| |         |         |
| Вибори до Парламенту Каталонії |         |         |
| Рік | 2006 р. | 2003 р. |
| Конвергенція та Єднання (CiU) | 28,5%   | 28,4%   |
| Соціалістична партія Каталонії (PSC) | 32,3%   | 37,1%   |
| Народна партія (PP) | 10,2%   | 10,5%   |
| Ініціатива за зелену Каталонію (IC) | 11%     | 7,7%    |
| Республіканська лівиця Каталонії (ERC) | 12,7%   | 15%     |
| Громадянська партія (C's) | 2,7%    | 0%      |
| Інші | 2,6%    | 1,4%    |

У муніципальних виборах у 2007 р. взяло участь 6.356 осіб (у 2003 р. - 7.321 особа). Голоси за політичні сили розподілилися таким чином:
| \| Муніципальні вибори \| Муніципальні вибори \| Муніципальні вибори \| \| Рік \| 2007 р. \| 2003 р. \| \| -------------------------------------- \| ------------------- \| ------------------- \| \| Конвергенція та Єднання (CiU) \| 13,2% \| 11,4% \| \| Соціалістична партія Каталонії (PSC) \| 48,2% \| 49,1% \| \| Народна партія (PP) \| 6,8% \| 6,7% \| \| Ініціатива за зелену Каталонію (IC) \| 8,5% \| 9,5% \| \| Республіканська лівиця Каталонії (ERC) \| 5% \| 5,4% \| \| Громадянська партія (C's) \| 0% \| 0% \| \| Інші \| 18,3% \| 17,9% \| |         |         |
| Муніципальні вибори |         |         |
| Рік | 2007 р. | 2003 р. |
| Конвергенція та Єднання (CiU) | 13,2%   | 11,4%   |
| Соціалістична партія Каталонії (PSC) | 48,2%   | 49,1%   |
| Народна партія (PP) | 6,8%    | 6,7%    |
| Ініціатива за зелену Каталонію (IC) | 8,5%    | 9,5%    |
| Республіканська лівиця Каталонії (ERC) | 5%      | 5,4%    |
| Громадянська партія (C's) | 0%      | 0%      |
| Інші | 18,3%   | 17,9%   |